# 天野哲夫
天野 哲夫（あまの てつお、1926年3月19日 - 2008年11月30日）は、日本の小説家。
覆面作家沼正三の著作として出版された奇書『家畜人ヤプー』について、作者であると告白したことで知られる。

## 略歴
福岡市出身。市立福岡商業（現・福岡市立福翔高等学校）卒。
戦前は満州を放浪、戦後は種々の職業を経て1967年から校正者として新潮社に勤務。その傍ら小説を執筆し、沼正三の代理人を名乗っていたが、1982年、自身が『家畜人ヤプー』の作者のひとりであると公表。その真偽や関与の程度をめぐってはなお論争があるが、沼正三の著作のうち『家畜人ヤプー』の後半部分や『マゾヒストMの遺言』の著者は天野であることが確かとされる。
2008年11月30日、肺炎のため82歳で死去。

## 著書
- 『人斬り彦斎 小説河上彦斎』（久保書店） 1966
- 『異嗜食的作家論』（編著、芳賀書店） 1973
- 『禁じられた女性崇拝』（芳賀書店） 1973
- 『女帝ジャクリーンの降臨』（立風書房） 1974
- 『女神のストッキング エロスの反宇宙』（工作舎） 1981
- 『女神の棲む闇』（出帆新社） 1981
- 『禁じられた青春』（創樹社） 1987
- 『女怪幻譚「骷髏（クウロウ）」 』（二見書房） 1995
- 『狂気にあらず!? 「パリ人肉事件」佐川一政の精神鑑定』（コリン・ウィルソン, 佐川一政共著、第三書館） 1995
- 『勝手口から覗いた文壇人』（第三書館） 1997
- 「ある異端者の随想録」（第三書館） 1998
  1. 『女主人（ドミナ）の鞍（サドル）』
  2. 『三者関係の罠』
- 『わが汚辱の世界』（毎日新聞社） 1999
- 『犬になった老人の死』（パラダイム） 2001